# TLC: Tables, Ladders & Chairs (2020)
TLC: Tables, Ladders & Chairs (2020) — двенадцатое в истории шоу TLC, PPV-шоу, производства американского рестлинг-промоушна WWE. Шоу прошло 20 декабря 2020 года на стадионе Тропикана-филд в Сент-Питерсберге, Флорида.
Шоу будет первым pay-per-view WWE, которое представляет ThunderDome из Tropicana Field во время пандемии COVID-19 после четырёхмесячного нахождения в Эмвей-центре Орландо.

## Производство

### Предыстория
TLC: Tables, Ladders & Chairs — это ежегодное гиммиковое PPV от WWE, выходящие каждый декабрь с 2009 года. Концепция шоу основана на первичных матчах карда, каждый из которых содержит условие использования столов, лестниц и стульев в качестве легального оружия, причем главным событием обычно является матч использованием столов, лестниц и стульев. TLC: Tables, Ladders & Chairs 2020 года станет 12-м в хронологии TLC и будет включать в себя рестлеров из брендов Raw и SmackDown.

#### Последствия пандемии COVID-19
В результате пандемии COVID-19 WWE представляла большую часть своих шоу из Подготовительного центра WWE в Орландо, штат Флорида, с середины марта без присутствия фанатов, хотя в конце мая промоушен начал использовать стажеров Подготовительного центра в качестве живой аудитории, которая в середине июня была дополнительно расширена до друзей и членов семьи рестлеров. 17 августа WWE объявила, что в «обозримом будущем» все будущие еженедельники и PPV будут проходить в Amway Center, более крупном месте, также расположенном в Орландо, начиная с эпизода SmackDown 21 августа. Кроме того, шоу теперь имеют новый опыт просмотра фанатов под названием «ThunderDome», который использует дроны, лазеры, пиротехнику, дым и проекции. Около тысячи светодиодных досок были установлены в центре Amway, чтобы болельщики могли практически бесплатно посещать мероприятия и быть замеченными на рядах и рядах светодиодных досок. Звук арены также смешивается с звуком виртуальных болельщиков, так что можно услышать крики болельщиков. Первоначальное соглашение WWE с Amway Center истекло 31 октября, но с возможностью продления контракта с уведомлением за две недели. 12 октября PWInsider сообщил, что контракт был продлен, при этом Fightful раскрыл дату истечения срока действия изменённого контракта до 24 ноября. Survivor Series (2020) стал последним PPV, проведенной в Amway Center, поскольку WWE переезжает ThunderDome на Tropicana Field в Санкт-Петербург, Флорида, начиная с эпизода «SmackDown» от 11 декабря. Переезд был сделан в связи с началом сезона НБА 2020-21, поскольку Amway Center является домашней ареной Орландо Мэджик.

### Сюжетные линии
Поединки происходили из сценарных сюжетных линий, где рестлеры изображали героев, злодеев или менее различимых персонажей в сценарных линих, которые создавали напряжение и завершались реслинг матчей или серией матчей. Результаты были предопределены сценаристами WWE на бренды Raw и SmackDown, как и сюжетные линии созданные на еженедельных телевизионных шоу WWE, Monday Night Raw и Friday Night SmackDown.

#### Дрю МакИнтайр (ч) против ЭйДжей Стайлза — TLC матч за чемпионство WWE.
На Серии Выживании Команда Raw (Эй Джей Стайлз, Кит Ли, Шеймус, Браун Строумен и Риддл) победила команду SmackDown в мужском традиционным матче на выбывание 5 на 5, не выбыв ни один члена их команды. На следующий вечер на Raw официальный представитель WWE Адам Пирс сказал, что один из членов команды Raw получит матч за Чемпионство WWE против Дрю МакИнтайра на TLC и разрешил каждому изложить свое дело. Последним был Строуман, который пришёл в ярость из-за того, что Пирс использовал фразу «последний, но не менее важный», и напал на Пирса; отстранив Строумана на неопределенный срок. Бывший чемпион WWE Рэнди Ортон, который хотел провести матч-реванш после того, как проиграл титул Макинтайру на Raw на прошлой неделе, и Чемпион Соединённых Штатов Бобби Лэшли, который был единственным чемпионом Raw, выигравшим свой матч чемпион против чемпиона на Survivor Series, каждый за кулисами также излагали свои аргументы в отдельности противостояли Пирсу. Пирс назначил на эту ночь три одиночных матча, и победители каждого из них встретятся в матче тройной угрозы на следующей неделе, чтобы определить претендента номер один. Риддл, Ли и Стайлз вышли на матч тройной угрозы, победив Шимуса, Лэшли и Ортона соответственно. Впоследствии Стайлз выиграл матч тройной угрозы, и встретиться с Макинтайром на TLC в матче столов, лестниц и стульев за Чемпионство WWE.

#### Изверг против Рэнди Ортона — Firefly Inferno матч
После выигрыша Мирового Чемпионства WWE у Дрю МакИнтайра на Hell in a Cell 25 октября Рэнди Ортон появился в ток—шоу Алексы Блисс «A Moment of Bliss» на следующий вечер Raw-за несколько недель до этого Блисс присоединилась к «Извергу» Брэю Уайатту. Во время этого сегмента Блисс ссылалась на прошлое соперничество Ортона с Уайаттом на WrestleMania 33 в 2017 году. Затем вышел Макинтайр и атаковал Ортона, пока не погас свет. Когда они вернулись, альтер-эго Уайатта, Изверг, стоял позади Ортона на въездном пандусе, в то время как Макинтайр стоял на ринге. Макинтайр продолжал враждовать с Ортоном, пока Изверг уходил. Уайатт будет продолжать угрожать и нападать на Ортона в течение следующих нескольких недель; Ортон также проиграл чемпионат WWE Макинтайру на эпизоде Raw 16 ноября. На следующей неделе Изверг заставил Ортона потерять возможность вернуть себе титул. Затем Ортон снова появился в «A Moment of Bliss», утверждая, что знает слабость Изверга как саму Блисс. Впоследствии Ортон встретиться с Извергом на TLC. Однако перед этим событием Ортон бросил вызов ведущему передачи Firefly Fun House Уайатту в матче от эпизода Raw 7 декабря, закончившись безрезультатно после того, как погас свет, появился Изверг и задушил Ортона когтем нижней челюсти. Затем их матч на TLC был превращен в матч Firefly Inferno.

#### Найя Джэкс и Шэйна Бэйзлер (ч) против Аски и Шарлотты Флэр — матч за женское командное чемпионство WWE
14 сентября на эпизоде Raw, после того как команда Ланы и Натальи проиграли командный матч The Riott Squad (Руби Райотт и Лив Морган), после матча появились Женские командные чемпионы WWE Ная Джакс и Шейна Басзлер, и Джакс выполнила самоан дроп Лане на комментаторский стол. В течение следующих девяти недель Джакс неоднократно будет брасать Лану на комментаторский стол. Также за это время Наталья перестала объединяться с Ланой. На эпизоде 12 октября Лана выиграла баттл-роял, устранив Наталью последней, чтобы заработать тайтл-шот за Чемпионство Raw среди женщин против Аски. На следующей неделе состоялся титульный поединок, который Лана проиграла. После матча Джакс снова бросила Лану на комментаторский стол. На эпизоде Raw от 26 октября Лана выиграла фатальный четырёхстороний ходовой матч, чтобы выиграть место в женской команде Team Raw на Survivor Series, где Лана стала единственной выжившей после того, как её товарищи по команде, в том числе Джакс и Басзлер, приказали ей не принимать участия в матче. На следующий вечер Raw Лане был предоставлен ещё один матч за Чемпионство Raw среди женщин против Аски, но матч закончился безрезультатно после вмешательства Джакса и Басзлера. Это привело к импровизированному матчу без титулов, в котором Лана и Аска победили Джакс и Басзлер. На следующей неделе Лана и Аска снова победили чемпионов в другом матче без титулов. Впоследствии Джакс и Басслер должны были защищать Командное чемпионство WWE среди женщин против Ланы и Аски на TLC. Однако после того, как Лана победила Джакс в эпизоде Raw от 14 декабря, разгневанная Джакс и Басзлер напали на ногу Ланы, причинив ей травму, в результате чего она выбыла из титульного матча на TLC, требуя, чтобы Аска нашла нового партнёра.

#### Роман Рейнс (ч) против Кевина Оуэнса — TLC матч за чемпионство Вселенной WWE
С тех пор как Роман Рейнс вернулся в WWE и выиграл Чемпионство Вселенной WWE на Payback, начал называть себя « вождем племени» и «главой стола» семьи Аноа’и. Двоюродный брат Рейнса Джей Усо присоединился к Рейнсу после того, как Рейнс победил его на Hell in Cell. Затем обострилась вражда между Джейем и Кевином Оуэнсом, которые оба заработали место в мужской команде SmackDown на Survivor Series; Команда SmackDown в конечном счете проиграла. На следующем выпуске SmackDown Рейнс раскритиковал Джея за проигрыш, заявив, что другие члены команды SmackDown не уважают Джея, а они, в свою очередь, не уважают Ренса или их семью. Это привело Джея в ярость, и во время главного матча этого эпизода между ним и Оуэнсом Джей намеренно дисквалифицировал себя, напав на Оуэнса стальным стулом. Оуэнс отомстил и выполнил несколько станеров на Джее, а затем вызвал Рейнса. На следующей неделе Оуэнс бросил вызов Рейнсу на матч столов, лестниц и стульев за Чемпионство Вселенной WWE на TLC, который Рейнс принял.

#### Саша Бэнкс против Кармеллы — матч за женское чемпионство SmackDown;
В течение нескольких недель на эпизодах SmackDown демонстрировались виньетки таинственной женщины, утверждающей, что она «неприкасаема (untouchable)». После пятимесячного перерыва, таинственная женщина была раскрыта как Кармелла на эпизоде 2 октября и снова стала хилом. У неё не было никаких физических столкновений до эпизода 6 ноября, когда она появилась и напала на Чемпионку WWE SmackDown среди женщин Сашу Бэнкс после того, как Бэнкс успешно защитила свой титул. В течение следующих двух недель Кармелла продолжала нападать на Бэнкс, который отплатил ей тем же на эпизоде 27 ноября, напав на Кармеллу во время её закулисной виньетки. На следующей неделе, титульный матч между ними был запланирован на TLC. Перед этим событием они столкнулись друг с другом в импровизированном матче за чемпионство на эпизоде SmackDown 11 декабря, где Бэнкс был дисквалифицирован после того, как постоянно атаковал Кармеллу в углу после пятикратного счёта судьи; хотя Кармелла выиграла, Бэнкс сохранила титул, так как титулы не переходят из рук в руки по дисквалификации, если это не оговорено.

## Результаты
| №                                                    | Матч | Тип матча                                                              | Время | Оценки (по 5-бальной шкале) от Дейва Мельтцера                                            | Рейтинг (оценивается по 10-бальной шкале) пользователей сайта Cagematch.net |
| ---------------------------------------------------- | --- | ---------------------------------------------------------------------- | ----- | ----------------------------------------------------------------------------------------- | --------------------------------------------------------------------------- |
| 1P                                                   | Биг И, Дэниел Брайан, Чэд Гейбл и Отис победили Короля Корбина, Сэми Зейна, Сезаро и Шинске Накамуру           | Командный матч из восьми человек                                       | 8:35  | 2.5 звезды                                                                                | 6.50                                                                        |
| 2                                                    | Дрю Макинтаир (с) победил Эй Джея Стайлза (с Омосом) и Миза (с Джоном Моррисоном)                              | TLC матч за Чемпионство WWE Миз неудачно использовал свой чемодан MITB | 27:05 | 4 звезды                                                                                  | 7.69                                                                        |
| 3                                                    | Саша Бэнкс(с) победила Кармеллу по болевому                                                                    | Титульный матч за Женское Чемпионство WWE SmackDown                    | 12:10 | 3.75 звезды                                                                               | 6.66                                                                        |
| 4                                                    | The Hurt Business (Шелтон Бенджамин и Седрик Александр) победили «Новый день» (с)(Кофи Кингстон и Ксавье Вудс) | Командный матч за Командные Чемпионства WWE Raw                        | 10:00 | 3.25 звезды                                                                               | 6.88                                                                        |
| 5                                                    | Аска и Шарлотт Флэр победили Найю Джэкс и Шейну Бэйзлер (с)                                                    | Командный матч за Женское Командное Чемпионство WWE                    | 10:05 | 3.25 звезды                                                                               | 5.11                                                                        |
| 6                                                    | Роман Рейнс (с) (c Полом Хейманом) победил Кевина Оуэнса                                                       | TLC матч за Чемпионство Вселеной WWE                                   | 24:45 | 4.5 звезды                                                                                | 8.71                                                                        |
| 7                                                    | Рэнди Ортон победил «Изверга» Брэя Уайатта                                                                     | Firefly Inferno Матч                                                   | 12:00 | без оценки (Дейв Мельтцер не оценивает матчи, которые записывали и редактировали заранее) | 6.72                                                                        |
| (с) — чемпион на момент поединка P — матч на пре-шоу | |                                                                        |       |                                                                                           |                                                                             |

## Комментарии
1. ↑  Мероприятие проходило без зрителей из-за пандемии COVID-19 в Соединенных Штатах, в нем участвовала живая толпа виртуальных фанатов через просмотр ThunderDome от WWE.
2. ↑   Матч начался так, как и было первоначально запланирован, в котором Дрю Макинтайр защищал Чемпионство WWE против Эй  Джей Стайлза в матче столы, лестницы и стулья, но в середине матча Миз закешил свои контракт Деньги в банке, превратив матч в матч тройной угрозы.